# 王正行
王正行（2002年2月21日—），湖南懷化人，中国男子羽毛球运动员。就讀於湖南師範大學，曾获得2021年夏季世界大学生运动会羽毛球男子单打金牌和混合团体银牌。。

## 主要比賽成績
只列出曾進入準決賽的國際賽事成績：
| 年份   | 賽事                         | 公開賽級別 | 項目     | 成績   |
| ------ | ---------------------------- | ---------- | -------- | ------ |
| 2023年 | 夏季世界大學運動會羽毛球比賽 | 其他       | 混合團體 | 銀牌   |
| 2023年 | 夏季世界大學運動會羽毛球比賽 | 其他       | 男子單打 | 金牌   |
| 2023年 | 越南羽毛球國際系列賽         | 國際系列賽 | 男子單打 | 亞軍   |
| 2023年 | 巴林羽毛球國際系列賽         | 國際系列賽 | 男子單打 | 冠軍   |
| 2024年 | 亞洲羽毛球團體錦標賽         | 其他       | 男子團體 | 冠軍   |
| 2024年 | 中國瑞昌羽毛球大師賽         | 超級100賽  | 男子單打 | 冠軍   |
| 2024年 | 中國寶雞羽毛球大師賽         | 超級100賽  | 男子單打 | 亞軍   |
| 2024年 | 越南羽毛球公開賽             | 超級100賽  | 男子單打 | 亞軍   |
| 2024年 | 韓國羽毛球大師賽             | 超級300賽  | 男子單打 | 亞軍   |
| 2024年 | 古瓦哈蒂羽毛球大師賽         | 超級100賽  | 男子單打 | 準決賽 |
| 2025年 | 泰國羽毛球大師賽             | 超級300賽  | 男子單打 | 亞軍   |
| 2025年 | 中國羽毛球公開賽             | 超級1000賽 | 男子單打 | 亞軍   |

| 2018-2026年 | 總決賽 | 超級1000賽 | 超級750賽 | 超級500賽 | 超級300賽 | 超級100賽 | 國際挑戰賽 | 國際系列賽 | 未來系列賽 | 其他 |